# Хлопчик у смугастій піжамі (фільм)
«Хлопчик у смугастій піжамі» (англ. The Boy in the Striped Pyjamas) — фільм режисера Марка Германа за однойменним романом Джона Бойна. Зйомки фільму проходили в Будапешті.

## Сюжет
Історія, що відбувається під час Другої світової війни і показана крізь очі безневинного і нічого не підозрюючого про події, що відбуваються, Бруно, восьмирічного сина коменданта концентраційного табору. Після переїзду він випадково знайомиться із єврейським хлопчиком Шмулем, що живе з іншого боку огорожі табору, і вони стають друзями. Бруно вважає, що Шмулю дуже пощастило, бо він має дуже цікаве життя (про яке Бруно дізнався з промофільму про табір).
Коли родина Бруно знову переїжджає, він вирішує попрощатися зі Шмулем, робить підкоп і заходить на територію табора. Шмуль дає йому смугастий одяг і вони вирушають до бараків на пошуки батька Шмуля, після чого їх відправляють до газової камери (замаскованої під лазню), у якій вони гинуть разом.

## У ролях
- Ейса Баттерфілд — Бруно
- Джек Скенлон — Шмуель
- Давид Тьюліс — Ральф (батько)
- Віра Фарміґа — Ельза (мати)
- Девід Геймен — Павло
- Руперт Френд — Лейтенант Коплер
- Шейла Генкок — бабуся

## Нагороди

### Призи
- Премія британського незалежного кіно:
  - Найкраща акторка — Віра Фарміґа
- Міжнародний кінофестиваль у Чикаго:
  - Приз глядацьких симпатій — Марк Герман
- Гойя:
  - Найкращий фільм Європи

### Номінації
- Премія британського незалежного кіно:
  - Найкращий режисер — Марк Герман
  - Відкриття року — Аса Баттерфілд

## Оцінки

### Оцінки критиків
На сайті Rotten Tomatoes фільм має рейтинг 64 % на основі 143 рецензій критиків, зі середнім балом 6,3 з 10. Критичний консенсус сайту свідчить: «Зворушливий і запам'ятовуваний сімейний фільм, що розповідає про Голокост незвичним чином і містить жорстокий фінальний поворот».
На сайті Metacritic фільм набрав 55 балів зі 100 на основі 28 оглядів, що вказує на «змішані або середні відгуки».
Джеймс Крістофер із The Times назвав фільм «надзвичайно разючим. Дуже важливим».
Манохла Дарґіс із The New York Times сказав, що фільм «тривіалізує трагедію, затирає межі, фальсифікує та використовує її в комерційних цілях, зображуючи трагедію нацистської родини».
Критик Роджер Еберт сказав, що фільм не просто реконструює Німеччину під час війни, але й висвітлює «систему цінностей, яка виживає як вірус».
Келлі Джейн Торранс із Washington Times зазначила, що фільм добре розвиває історію та чудово її розповідає.
Незважаючи на деяку критику, Тай Берр із Boston Globe зробив висновок: «Те, що рятує „Мальчика в смугастій піжамі“ від кітчу, — це холодна логіка розповіді Германа».

### Оцінки науковців
Науковці розкритикували фільм за те, що він приховує історичні факти про Голокост і створює хибну еквівалентність між жертвами та злочинцями. Наприклад, у кінці фільму зображується горе родини Бруно, що спонукає глядача співчувати тим, хто здійснює Голокост.
Майкл Ґрей писав, що історія не є реалістичною та містить багато неправдоподібних сцен, оскільки дітей одразу вбивали після прибуття до Аушвіцу, і вони не мали змоги спілкуватися з тими, хто знаходився поза межами табору. Однак, згідно з нацистськими записами, в таборі було 619 хлопчиків; усіх дівчаток і багатьох інших хлопчиків було знищено в газових камерах відразу після прибуття.
Дослідження Центру освіти про Голокост в Університетському коледжі Лондона виявило, що Хлопчик у смугастій піжамі "має значний, і значно проблематичний вплив на те, як молодь намагається осмислити це складне минуле". Проте новіше дослідження виявило, що сприйняття фільму значною мірою базується на попередніх знаннях і переконаннях глядачів.:173
Дослідження педагога з Голокосту Майкла Грея виявило, що більше трьох чвертей британських школярів (віком 13-14 років) з його вибірки стикалися з Хлопчиком у смугастій піжамі, значно більше, ніж із Щоденником Анни Франк. Фільм значно впливав на знання і переконання багатьох дітей щодо Голокосту.:114 Діти вважали, що історія містить багато корисної інформації про Голокост і точно відображає багато реальних подій. Більшість вважала, що вона заснована на реальних подіях.:115–116 Він також виявив, що багато учнів робили хибні висновки з фільму, наприклад, вважаючи, що німці не знали про Голокост, тому що сім'я Бруно не знала, або що Голокост припинився, оскільки нацистська дитина випадково загинула в газовій камері.:117 Інші учні вважали, що євреї добровільно пішли в табори, тому що їх обдурила нацистська пропаганда, а не тому, що їх насильно заарештовували і депортували.:119 Грей рекомендував вивчати книгу лише після того, як діти вже ознайомилися з основними фактами про Голокост і менш схильні до хибних висновків,:131, тоді як Музей Аушвіц-Біркенау та інші закликали уникати цієї книги/фільму взагалі, рекомендувавши віддати перевагу справжнім свідченням і творам єврейських авторів.

## Саундтрек
Музика до фільму була написана композитором Джеймсом Горнером. Лістинг саундтрека:
1. «Boys Playing Airplanes» — 4:13
2. «Exploring the Forest» — 2:36
3. «The Train Ride to a New Home» — 3:34
4. «The Winds Gently Blow Through the Garden» — 5:57
5. «An Odd Discovery Beyond the Trees» — 2:51
6. «Dolls Aren't for Big Girls, Propaganda is…» — 3:43
7. «Black Smoke» — 1:43
8. «Evening Supper — A Family Slowly Crumbles» — 7:53
9. «The Funeral» — 1:54
10. «The Boys' Plans, From Night to Day» — 2:36
11. «Strange New Clothes» — 9:53
12. «Remembrance, Remembrance» — 5:31